# Characidium iaquira
Characidium iaquira — вид харациноподібних риб родини Crenuchidae. Описаний у 2020 році.

## Назва
Видова назва iaquira походить від вимерлої мови тупі, та означає «зелений», натякаючи на дивовижне райдужне зелене забарвлення тіла цього виду в житті.

## Поширення
Ендемік Бразилії. Поширений у басейні річки Журуена.

## Опис
Цей вид можна відрізнити від усіх однорідних по тому, що у екземплярів середнього та великого розміру є унікальну V-подібну темну відмітку, що лежить уздовж продовження хвостового плавця, і чудове райдужне зелене забарвлення при житті. Стандартна довжина 68,8 мм.